# Carmenta albicalcarata
Carmenta albicalcarata is een vlinder uit de familie wespvlinders (Sesiidae), onderfamilie Sesiinae.
Carmenta albicalcarata is voor het eerst wetenschappelijk beschreven door Burmeister in 1878. De soort komt voor in het Neotropisch gebied.